# Rada Miasta Lwowa (II Rzeczpospolita)
Rada Miasta Lwowa (1919–1939) – polski organ samorządowy gminy miejskiej Lwowa, funkcjonujący od momentu przejęcia władzy w mieście w okresie II Rzeczypospolitej od zakończenia I wojny światowej w 1918 do wybuchu II wojny światowej w 1939.
20 października 1918 Rada Miejska Lwowa przyjęła uchwałę o przyłączeniu miasta do Polski.

## Kadencja 1934–1939
W ramach wyborów samorządowych głosowanie do Rady Miasta Lwowa odbyło się 27 maja 1934; radni byli wybierani w dwudziestu okręgach, przy czym w okręgu nr 11 głosowanie nie odbyło się z powodu zgłoszenia jednej listy kompromisowej. Oficjalne wyniki wyborów do Rady Miejskiej we Lwowie zostały zatwierdzone przez Główną Komisję wyborczą 28 maja 1934, a mandaty uzyskali następujący kandydaci z list (lista nr 1 była o charakterze prorządowym):
1. Lista nr 1: Franciszek Irzyk (zastępca: Legeżyński)
Lista żydowska: Henryk Hescheles, Wiktor Chajes (zastępcy: Hölzel, dr Jakub Selzer)
2. Lista nr 1: Bronisław Laskownicki, inż. Damian Wandycz (zastępcy: Włodzimirski, Jadwiga Mozołowska)
Lista endecka: dr Marian Janelli (zastępca: dr Roman Longchamps de Bérier)
3. Lista nr 1: Jan Kanty Pfau, Tadeusz Höflinger, Rogoziński (zastępcy: Kozioł, Schayer, Wyrzykowski)
4. Lista nr 1: Seifert (zastępca: Jan Sudhoff)
Lista żydowska: dr Cecylia Klaftenowa, dr Emil Schmorak, Orenstein (zastępcy: Walach, Wahl, Grüss)
5. Lista żydowska: A. Finkelstein, dr Rosenkranz, Reich, Mund (zastępcy: dr Leder, Süsser, dr Finsterbusch, Abraham Angstreich)
6. Lista żydowska: dr Bikeles, dr Zierler, dr Rothfeld, Schleicher (zastępcy: Ziff, Kraus, Awin, Rothman)
7. Lista nr 1: Wagner, Stanisław Kistryn (zastępcy: Romuald Deszberg, Bąkowski)
Lista żydowska: Katz, Bilbel, Zimand (zastępcy: Degenstück, dr Ruff, Roth)
8. Lista nr 1: dr Jan Rucker, Józef Petrykiewicz, Szczupaczyński (zastępcy: Hierowski, Kiełbiński, Rojalski)
9. Lista nr 1: Cwynar, prof. Maksymilian Thullie, prof. Rudolf Weigl (zastępcy: Bereś, Górny, dr Czyżewski)
Lista endecka: Błądziński (zastępca: Orzechowski)
10. Lista nr 1: dr Mostowski, dr Jan Poratyński, Mostowa (zastępcy: dr Teodor Bałłaban, dr Heller, Zubicki)
Lista endecka: dr Jan Pieracki (zastępca: ks. Bolesław Grudzieński)
11. głosowanie w okręgu nie odbyło się wobec zgłoszenia jednej listy kompromisowej
12. Lista nr 1: Zdzisław Stroński, Czerwiński, inż. Roman Dunin (zastępcy: inż. Błażyński, Kriwald, dr Tadeusz Falkiewicz)
Lista endecka: inż. Biernacki (zastępca: dr Scheuring)
13. Lista nr 1: Stefan Mękarski, dr Bieńkowski (zastępcy: inż. Matzke, dr Wysoczański)
Lista socjalistyczna: Mokrzycki (zastępca: dr Landau)
14. Lista nr 1: Antoni Nowak-Przygodzki, Borowski, dr Epler (zastępcy: Kwiatkowski, dr Żygulski, Olech)
15. Lista nr 1: inż. Wit Sulimirski, Pammer, inż. Sołowijowa (zastępcy: dr Stepek, Kowalski, inż. Maleczyńska)
16. Lista nr 1: ks. Żak, Mączka, dr Tadeusz Bigo, Wozaczyński (zastępcy: Andrzej Buczko, Łoza, Bialikiewicz, Groff)
17. Lista nr 1: Müllerowa, dr Borysiewicz, Sichler, (zastępcy: Mejbaum, dr Żurawiecki, Gadomska)
Lista socjalistyczna: Lang (zastępca: Cegłowski)
18. Lista nr 1: Weich, inż. Stanisław Łaguna (zastępcy: Stawniczy, Karpf)
Lista ukraińska: Stewczak (zastępcy: Buczko)
Lista socjalistyczna: inż. Artur Hausner (zastępca: Ursel)
19. Lista nr 1: Kulaś, dr Wagner, dr Brzeski (zastępcy: Tarnawiecki, Wereszczyński, Sroczyński)
Lista socjalistyczna: Bronisław Skalak (zastępca: Borzęcka)
20. Lista nr 1: inż. Marian Żerebecki (zastępca: dr Wawrzyniec Kubala)
Lista endecka: Wojnarowicz (zastępca: Kubisz)
Lista socjalistyczna: Michał Pieniaga (zastępca: Cichacki)
Od 1934 do 1939 trwała pięcioletnia kadencja Rady Miasta Lwowa.
We wrześniu 1935 w miejsce radnych prof. dr. Mozołowskiego (przeniesionego do Warszawy) i J. Kriwalda (przeniesionego do Stanisławowa) mandat uzyskali dr Tadeusz Falkiewicz i dr Józef Heller.

## Wybory 1939
21 maja 1939 odbyły się wybory do Rady Miejskiej we Lwowie w ramach wyborów samorządowych w Polsce. Wśród list wyborczych startowały:
- Lista Chrześcijańsko-Narodowa, w ramach której byli także kandydaci Obozu Zjednoczenia Narodowego
- Lista Katolicko-Narodowa
- Lista Polskiej Partii Socjalistycznej oraz wspólna Lista Polskiej Partii Socjalistycznej i Stronnictwa Demokratycznego
- Lista Syjonistów, grupująca kandydatów narodowości żydowskiej

Radni byli wybierani w dwudziestu okręgach. Mandaty uzyskali kandydaci z list:
1. III – Lista Katolicko-Narodowa: Tomasz Janiszewski (zastępca: Riedel)
IV – Lista Syjonistów: Henryk Hescheles, Seweryn Hammer (zastępcy: J. Neuberger, Henryk Dattner)
2. I – Lista Chrześcijańsko-Narodowa: J. Kraus, OZN (zastępca: Otto Nadolski)
III – Lista Katolicko-Narodowa: ks. Bolesław Grudzieński, Michał Wirga (zastępcy: Bronisław Pańciewicz, M. Kwiatkowski)
3. I – Lista Chrześcijańsko-Narodowa: Tadeusz Höflinger, OZN (zastępca: Lesław Węgrzynowski, OZN)
II – Lista Syjonistów: Oswald Kimelman (zastępca: L. Hahn)
III – Lista Katolicko-Narodowa: Maria Demelówna (zastępca: M. S. Zaleski)
4. I – Lista Chrześcijańsko-Narodowa: W. Augustyn, OZN (zastępca: J. Świetlik, OZN)
II – Lista Polskiej Partii Socjalistycznej: J. Miziniak (zastępca: W. Teniuch)
III – Lista Żydowsko-Narodowa: S. Leder, A. Freund, B. Ziff, J. Ohrenstein (zastępcy: M. Reich, L. Weinstock, J. Bardach, A. Rosenbaum)
5. I – Lista Żydowsko-Narodowa: Abraham Angstreich, L. Rosenkranz, A. Finkelstein (zastępcy: J. Wirklich, D. Selzer, J. Haberman)
6. II – Lista Żydowsko-Narodowa: J. Katz, A. Bodfeld, Cecylia Klaften, I. Zierler (zastępcy: S. Bilbel, I. Friedmann, A. Schwarz, B. Grüss)
7. II – Lista Chrześcijańsko-Narodowa: Stanisław Kistryn (zastępca: Maksymilian Koczur, OZN)
II – Lista Żydowsko-Narodowa: K. Schwarz, Z. Halber (zastępcy: W. Hass, H. Klaften)
8. I – Lista Chrześcijańsko-Narodowa: Zygmunt Rucker, Józef Petrykiewicz, Stanisław Niemczycki, Tadeusz Tyrowicz (zastępcy: B. Hapka. L. Skrzypek, Beatrycze Żukotyńska, Wilhelm Pichler); wszyscy OZN
9. I – Lista Chrześcijańsko-Narodowa: Jan Kanty Pfau, OZN (zastępca: Hieronim Welz, OZN)
III – Lista Katolicko-Narodowa: Zdzisław Steusing, H. Błądziński (zastępcy: J. Bogdanowicz, A. Pelczarski)
10. I – Lista Chrześcijańsko-Narodowa: Adam Pohorecki, Tadeusz Bigo, Tadeusz Marciniak (zastępcy: R. Gorgolewski, Rudolf Hladny, M. Karbowska); wszyscy OZN
II – Lista Polskiej Partii Socjalistycznej i Stronnictwa Demokratycznego: Stanisław Olszewski, Artur Kopacz (zastępcy: E. Gołogórski, W. Antkiewicz)
11. I – Lista Chrześcijańsko-Narodowa: W. Bembnowicz, E. Kwiatkowski (zastępcy: K. Strzelecki, W. Przeździecka); wszyscy OZN
III – Lista Katolicko-Narodowa: Jerzy Kuryłowicz (zastępca: Leopold Marcin Karasiński)
12. I – Lista Chrześcijańsko-Narodowa: Tadeusz Falkiewicz, Szymonowiczowa; oboje OZN (zastępcy: Marian Żerebecki, J. Studencki)
13. I – Lista Chrześcijańsko-Narodowa: Wanda Sobolta (zastępca: Stanisław Biihn); oboje OZN
III – Lista Katolicko-Narodowa: Kazimierz Idaszewski, Adam Swieżawski (zastępcy: M. Górski, K. Jabłoński)
IV – Lista Polskiej Partii Socjalistycznej i Stronnictwa Demokratycznego: A. Wróbel (zastępca: M. T. Borzęcka)
14. I – Lista Chrześcijańsko-Narodowa: Stanisław Borowski (zastępca: Eugeniusz Romer)
III – Lista Katolicko-Narodowa: Bronisław Longchamps, J. Wikarski (zastępcy: K. Litwin, ppłk Hugo de Babel)
15. I – Lista Chrześcijańsko-Narodowa: Stefan Błażyński, OZN (zastępca: R. Rudnicki)
IV – Lista Katolicko-Narodowa: J. Adamski, Karol Rybczyński (zastępcy: G. Kierski, F. K. Paciorkowski)
16. I – Lista Chrześcijańsko-Narodowa: ks. Władysław Żak, mjr Adolf Twardowski; obaj OZN (zastępcy: Stanisław Grabski, M. Drzewicki)
II – Lista Polskiej Partii Socjalistycznej i Stronnictwa Demokratycznego: Bronisław Skalak, Michał Walichiewicz (zastępcy: F. Ziemiański, A. Rosenbaum)
III – Lista Katolicko-Narodowa: ks. W. Matys, Bronisław Szklarczyk (K. Rychlewski, J. Mrożek)
17. I – Lista Chrześcijańsko-Narodowa: ks. Szczepan Szydelski (zastępca: Wierzbicki); obaj OZN
II – Lista Polskiej Partii Socjalistycznej i Stronnictwa Demokratycznego: L. Lang (zastępca: W. Lichtarski)
III – Lista Katolicko-Narodowa: Kazimierz Winiarz (zastępca: Feliks Godowski)
18. I – Lista Chrześcijańsko-Narodowa: Jan Łukasiewicz, OZN (zastępca: H. Stawniczy)
II – Lista Polskiej Partii Socjalistycznej i Stronnictwa Demokratycznego: Artur Hausner (zastępca: E. Rzepka)
III – Lista Katolicko-Narodowa: Wilhelm Borowicz (zastępca: M. Mochnacki)
19. I – Lista Polskiej Partii Socjalistycznej i Stronnictwa Demokratycznego: W. Haduch (zastępca: S. Wróblowa)
II – Lista Katolicko-Narodowa: H. Petrycki, Macieliński (zastępcy: J. Morawiecka, W. Jabłoński)
20. I – Lista Chrześcijańsko-Narodowa: E. Sochacki, Kazimierz Żardecki (zastępcy: S. Sklepiński, Aleksander Kosiba)
III – Lista Polskiej Partii Socjalistycznej i Stronnictwa Demokratycznego: Michał Pieniaga (zastępca: E. Henz)